# Canazei
Canazei é uma comuna italiana da região do Trentino-Alto Ádige, província de Trento, com cerca de 1.819 habitantes. Estende-se por uma área de 67 km², tendo uma densidade populacional de 27 hab/km². Faz divisa com Selva di Val Gardena (BZ), Corvara in Badia (BZ), Livinallongo del Col di Lana (BL), Campitello di Fassa, Mazzin, Pozza di Fassa e Rocca Pietore (BL).